# Marcos Rodríguez Pantoja
Marcos Rodríguez Pantoja (Añora, provincia de Córdoba, 7 de junio de 1946), es conocido por ser uno de los pocos casos documentados de «niños salvajes» en España.

## Biografía
Marcos nació en Añora (Córdoba). Emigró junto con sus padres a Madrid, donde falleció su madre al dar a luz a su octavo hijo, el cual falleció poco después. Teniendo Marcos 3 años, su padre se casó nuevamente con otra mujer, quien ya tenía un hijo de un matrimonio anterior. Su madrastra lo sometió a un cruel maltrato mientras estuvo a su cargo, lo que probablemente motivase en gran parte su posterior decisión de no regresar a la sociedad. En los años cincuenta se instalaron en Fuencaliente (Ciudad Real), en plena Sierra Morena, donde se dedicaron a la fabricación de carbón.
En 1953, teniendo Marcos Rodríguez siete años, y tras una vida de malos tratos y violaciones, fue vendido o entregado a un terrateniente local, el cual lo entregó a un cabrero para que sirviese de relevo. Fue a la muerte de ese, quien había vivido con él en una cueva, cuando el niño quedó abandonado en medio de la naturaleza. Más tarde, fue encontrado en 1965 por la Guardia Civil, tras once años viviendo en completo aislamiento de los seres humanos y con la única compañía de los lobos. La Guardia Civil lo trasladó a Fuencaliente por la fuerza, atado y amordazado, ya que aullaba y mordía como un lobo. La policía nunca presentó cargos contra el padre, que en ese momento aún vivía, y que al reconocer a su hijo solo le reprochó haber perdido la chaqueta.
Con posterioridad, las monjas de una iglesia y un sacerdote le enseñaron, de nuevo, el uso del habla, cómo vestir, andar erguido y a comer con cubiertos. Fue internado en el Hospital de Convalecientes de la Fundación Vallejo, en Madrid, hasta ser reintroducido como adulto en la vida en sociedad. Fue enviado a Mallorca donde vivió en un hostal pagando con su trabajo.
Hizo el servicio militar y se dedicó a trabajar como pastor y en la hostelería. Sufrió numerosos timos y engaños por su esposa al desconocer el funcionamiento de la sociedad y el significado del dinero. Tras vivir en Fuengirola (Málaga) e incluso llegar a habitar en una cueva, se trasladó a un pueblo del interior de Orense, Rante, donde fue acogido por Manuel Barandela Losada, un policía retirado al que él llamaba el «jefe» y consideraba su familia, hasta el fallecimiento de este.
Es apadrinado por una familia holandesa, siendo habitualmente invitado por ayuntamientos, asociaciones y organizaciones diversas a dar charlas en las que narra su extraordinaria vivencia. Además, ha sido entrevistado en numerosos programas de televisión.

## Estudio del caso
El estudio del caso fue llevado a cabo por el antropólogo y escritor Gabriel Janer Manila, que entre noviembre de 1975 y abril de 1976 entrevista a Marcos Rodríguez con el objeto de estudiar las medidas educativas necesarias para su integración. El antropólogo estableció que las causas del abandono de Marcos no fueron fortuitas, sino deliberadas y producto de un contexto socioeconómico de extrema pobreza. El investigador destacó también que la supervivencia de Marcos fue posible gracias a las destrezas básicas adquiridas en la etapa previa a su abandono, así como a su extraordinaria inteligencia natural. Durante su aislamiento, el niño aprendió el lenguaje de los animales  con los que convivió, y lo empleó para comunicarse con ellos, mientras poco a poco abandonó el lenguaje humano.
Una vez que se encontró de nuevo inmerso en un ambiente social, tras su rescate por la Guardia Civil, realizó una lenta readaptación a las costumbres humanas (comida, vestimenta, lenguaje, etc.), manifestando todavía en la edad adulta preferencia por la vida en el campo y los animales (con los que tiene un trato especial) y desarrolló cierta animadversión por el ruido y el olor de las ciudades, considerando que la vida entre humanos es peor que la vida con los animales. Considera que las penurias que sufrió una vez reintroducido en la sociedad podrían haber sido paliadas en buena parte si el Estado hubiese intervenido a tiempo.

## Trabajos sobre su vida
El dramaturgo Kevin Lewis ha escrito una obra infantil inspirada en la vida de Marcos Rodríguez, titulada Marcos. Su caso ha sido objeto de la tesis doctoral del antropólogo que lo entrevistó, y se ha rodado en 2010 una película, titulada Entrelobos y dirigida por Gerardo Olivares.
El ya mencionado escritor Gabriel Janer Manila ha escrito una obra clasificada como juvenil adulta titulada He jugado con lobos, en el sello Bridge de la editorial La Galera.